# Panca Mukti (Muara Telang)
Panca Mukti is een bestuurslaag in het regentschap Banyuasin van de provincie Zuid-Sumatra, Indonesië. Panca Mukti telt 2685 inwoners (volkstelling 2010).